# 塞赖凯拉
塞赖凯拉（Seraikela），是印度贾坎德邦Pashchimi Singhbhum县的一个城镇。总人口12260（2001年）

## 人口
该地2001年总人口12260人，其中男性6501人，女性5759人；0—6岁人口1434人，其中男性748人，女性686人；识字率70.11%，其中男性为78.34%，女性为60.81%。